# Wassermühle Laderholz

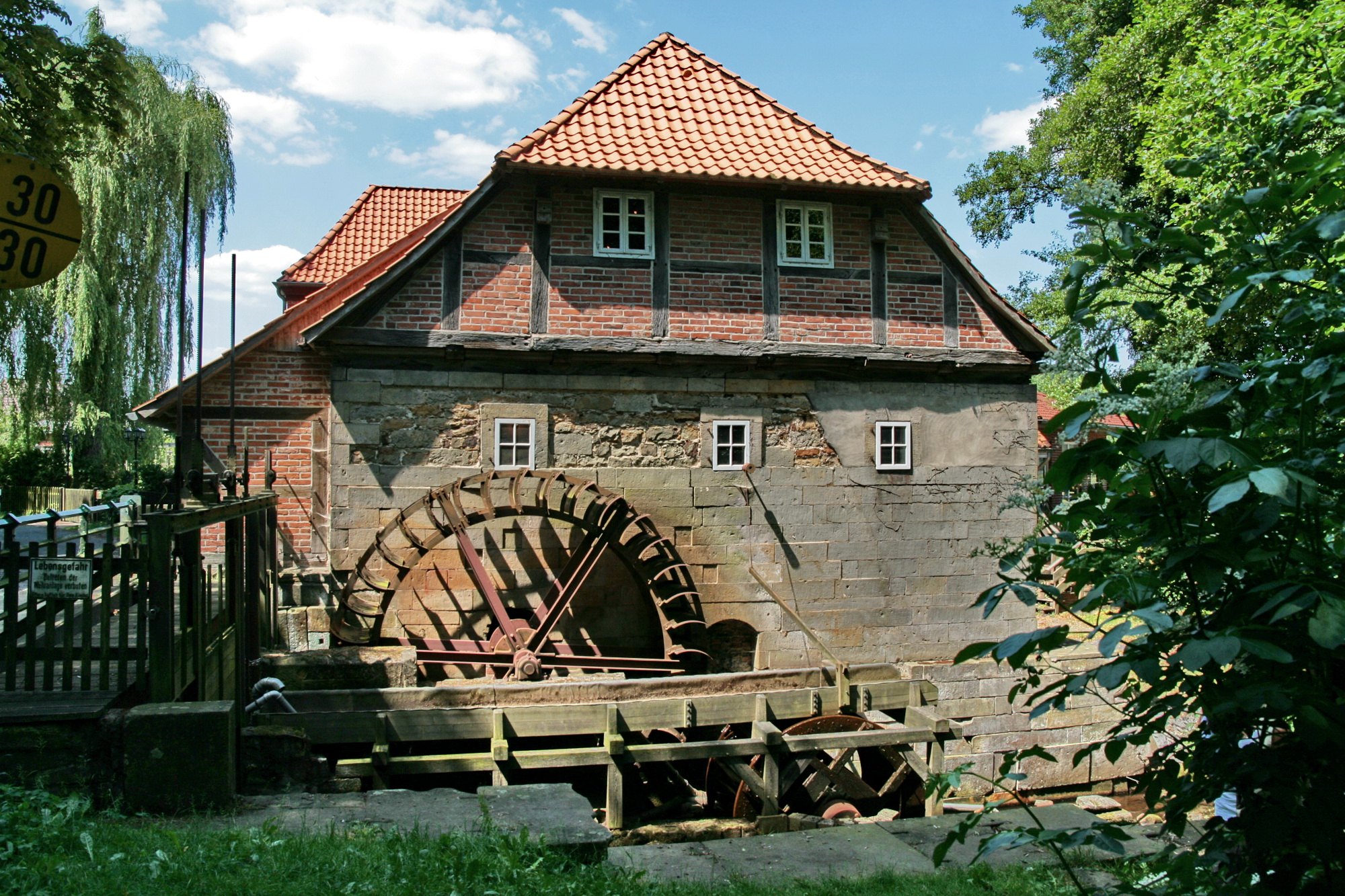
Wassermühle Laderholz

Die Laderholzer Wassermühle ist ein technisches Denkmal. Die Wassermühle liegt am östlichen Ortsrand des Dorfes Laderholz, das seit 1974 ein Stadtteil von Neustadt am Rübenberge ist. Die Antriebskraft der Mühle wird durch den gestauten Wasserlauf der Alpe gewonnen.

## Gebäude
Das Mühlengebäude stammt aus dem Jahr 1738. Es ist ein Fachwerkbau, dessen Fächer mit Backsteinen verfüllt sind. An der Giebelseite, wo die Wasserräder angebracht sind, kragt das Obergeschoss etwas vor. Der Bereich darunter ist mit großen Quadersteinen versehen, die Schutz vor dem Spritzwasser bieten. Auf der Gegenseite schließt sich ein gründerzeitlicher Anbau von 1880 an, der als Wohnung der Müllerfamilie diente.

## Technik

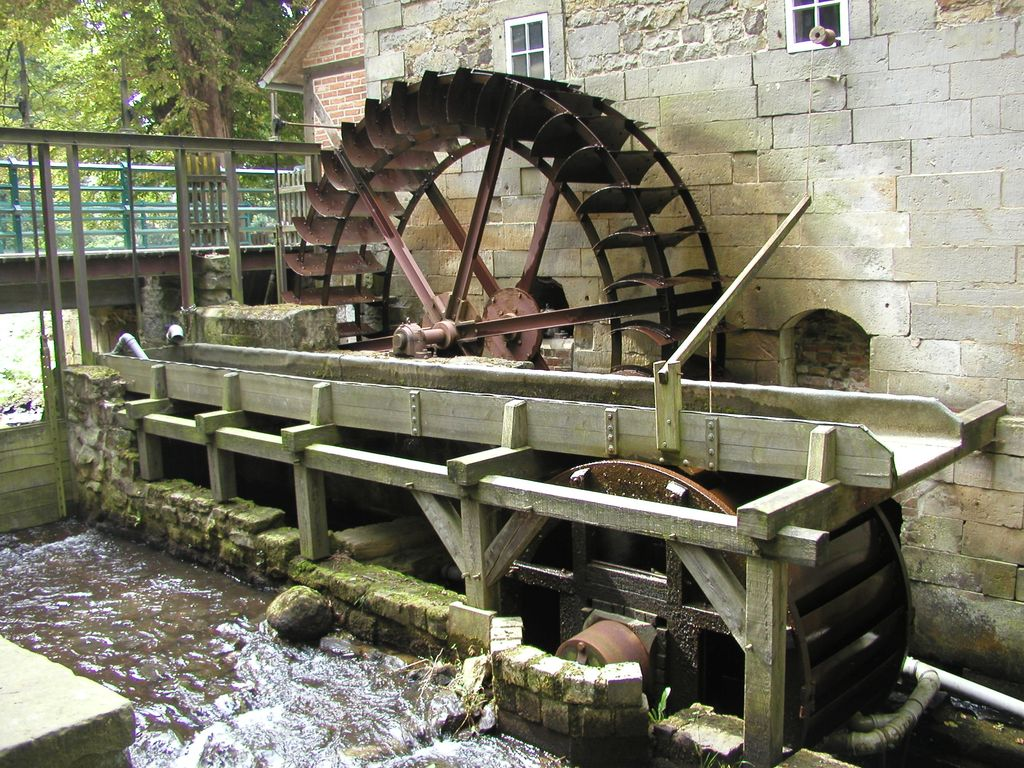
Die beiden Wasserräder
vorn oberschlächtig, hinten unterschlächtig
Das oberschlächtige Rad kann mit einem Hebel zugeschaltet werden.

Die Besonderheit der Mühle besteht darin, dass sie über zwei Wasserräder verfügt. Eines davon ist unterschlächtig, das andere oberschlächtig. Da jedes Rad einen Mahlgang antreibt, hat die Mühle zwei Mahlgänge. Große Zahnräder (Müllersprache: Kammräder) unterhalb der Mahlbühne sorgen für die Kraftübertragung.
Zu Zeiten des Mahlzwangs hatte die  Laderholzer Mühle überregionale Bedeutung. Damit erklärt sich Notwendigkeit einer hohen Mahlkapazität, die durch die zwei Wasserräder gewährleistet war.

## Geschichte
1165 wurde die Laderholzer Wassermühle in einer Schenkungsurkunde erstmalig erwähnt. 1544 erfolgte ein Neubau der Mühle, die von da an als Amtsmühle des Amtes Wölpe die wichtigste Mühle in der Region wurde. Die Mühle erhielt zwei hölzerne unterschlächtige Wasserräder und damit zwei Mahlgänge auf einer Ebene. 1738/39hat man die Mühle grundlegend erneuert, wobei sie ein oberschlächtiges und ein unterschlächtiges Wasserrad erhielt. Die Räder konnten gleichzeitig oder einzeln betrieben werden, wodurch unterschiedliche Wassermengen besser genutzt werden konnten. 1860/61 kam es nochmals zu einer Erneuerung der gesamten Inneneinrichtung und die Mühle erhielt ihr heutiges Gesicht. Trotz einer letzten Modernisierung in den 1930er Jahren wurde die Mühle immer weniger genutzt. 1941 hat man den kommerziellen Betrieb eingestellt. 1947/48 zerbrachen die Wasserräder bei Eisgang. 1965 wurde die Alpe reguliert und umgelegt, wobei der für den Mühlenbetrieb notwendige Stau beseitigt wurde. Die Außenanlagen der Mühle hat man abgetragen oder mit Beton verfüllt.

## Restaurierung

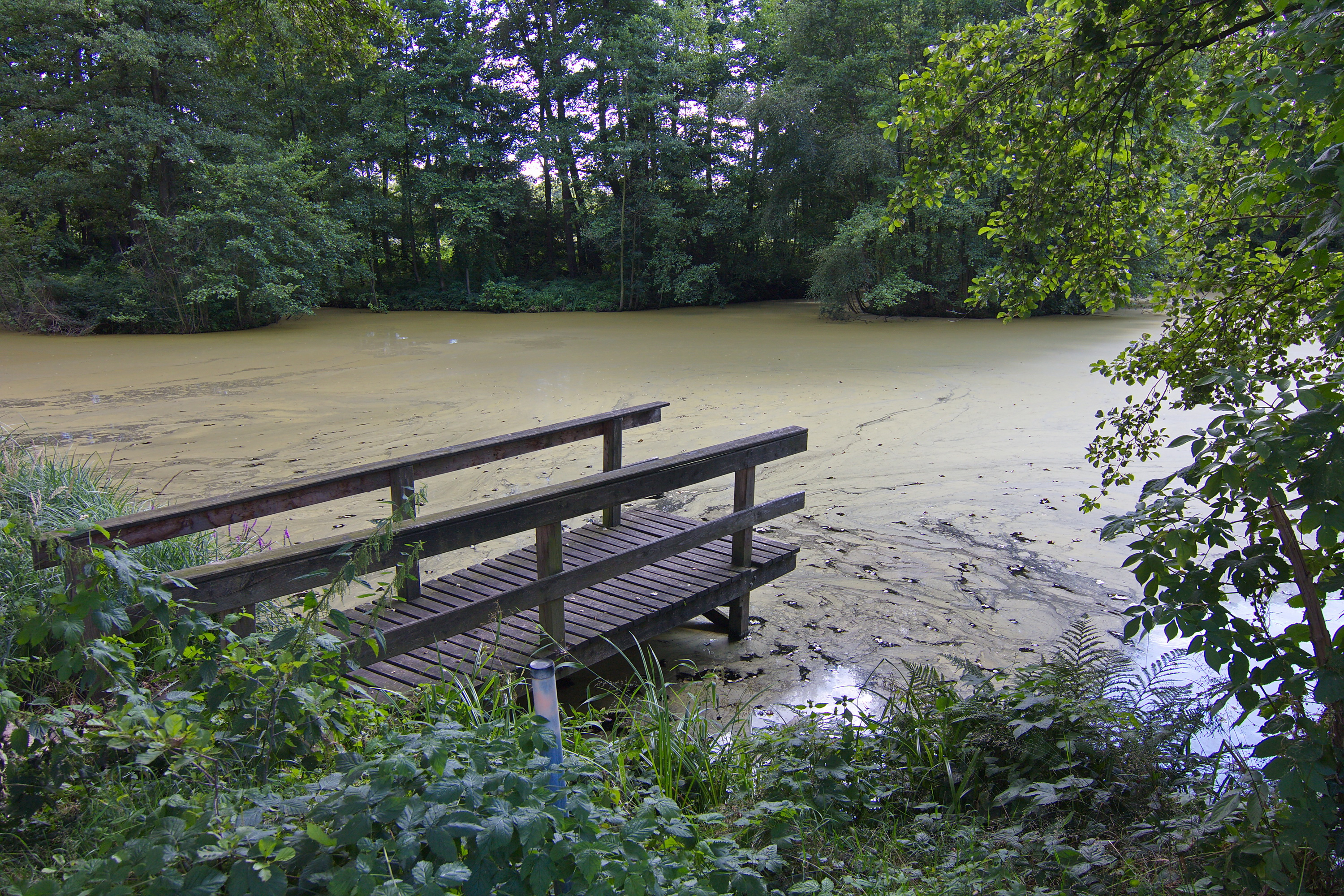
Der wieder hergestellte Mühlteich

Die Deutsche Gesellschaft für Mühlenkunde und Mühlenerhaltung (DGM) kam nach einer Begutachtung der Mühle im Jahr 1990 zu folgendem Schluss: „Diese Doppelmühle dokumentiert in hervorragender Weise die wirtschaftliche Entwicklung des Mühlenwesens. Außerdem ist der Mühlenstandort Laderholz in Verbindung mit dem Zwangsmahlrecht und den dadurch bedingten Schwierigkeiten für den Bau anderer Mühlen in Nachbarorten geschichtlich von erheblicher und überregionaler Bedeutung.“
Ab 1991 erfolgte die Restaurierung der Wassermühle als technisches Denkmal im Auftrag des Vereins Wassermühle Laderholz e.V.  Ehrenamtliche Mitarbeiter stellten mit Unterstützung von Fachleuten eine voll funktionsfähige Mühle wieder her. Dazu musste man unter anderem das alte Gerinne freilegen, welches mit Beton verfüllt war. Der Mühlteich wurde mit Hilfe der Britischen Rheinarmee ausgebaggert und erhielt so seine ursprüngliche Gestalt.

## Heutige Nutzung
Alljährlich findet am Pfingstmontag das Mühlenfest statt, an dem die Mühle zum Mahlen von Weizen und Dinkel in Betrieb genommen wird. Im September schließt das kleine Mühlenfest die Saison ab. Dazwischen ist die Mühle jeden Sonntag von 14 bis 17 Uhr geöffnet. Es werden auch Führungen angeboten.